# Kolkompositmotstånd
Kolkompositmotstånd är linjära resistorer där det resistiva materialet består av en kolkomposit och har den positiva egenskapen att de tål kraftiga strömpulser. Dess negativa sida är att de är frekvenskänsliga och kan börja brinna.